# DJ Shadow
DJ Shadow (født Joshua Davis, 29. juni 1972) er en amerikansk musik producer, DJ og sangskriver. 
DJ Shadow blev født i et hvidt rockinflueret middelklassekvarter, hvor hans fascination af hiphopkulturen gjorde ham til lidt af en outsider. I skoletiden fik han sine første pladespillere og begyndte derefter at fungere som dj – hvor han især spillede vennernes rockplader.
Med inspirationskilder som Eric B & Rakim og Ultramagnetic MCs begyndte Dj Shadow at lave beats og breaks, og han udsendte ligeledes jævnligt mixtapes på sit selvstiftede pladeselskab Solesides. Hans bånd med mixes og egne numre roterede ivrigt rundt i undergrundsmiljøet, og da Mo' Wax's leder James Lavelle fik fat i et af båndene, skrev han straks kontrakt med Dj Shadow.
Efter nogle succesfulde singler udkom albummet Endtroducing i 1996. Albummet blev skamrost i den engelske presse og bragte for første gang Dj Shadow ud til den brede befolkning, der med hans blanding af funk, hiphop, jazz, ambient, rock og techno så ham som samplingens svar på Jimi Hendrix.
I 1997 udkom det roste og stjernespækkede U.N.K.L.E.-album, der var et samarbejde mellem Dj Shadow og James Lavelle. Albummet opnåede stor omtale takket være samarbejdet med bl.a. Thom Yorke, Richard Ashcroft og Mike D fra Beastie Boys.
I 2002 udkom The Private Press, der som debutalbummet ligeledes var en tour de force i obskure samples fra genbrugsbutikkens allerfjerneste afkroge. To år senere udsendte Dj Shadow en live-dvd.
Albummet The Outsider udkom i september 2006.

## Diskografi

### Albums
- 1996: Endtroducing.....
- 1998: Preemptive Strike
- 2002: The Private Press
- 2006: The Outsider
- 2011: The Less You Know, the Better
- 2012: Total Breakdown: Hidden Transmissions From MPC Era 1992-1996